# Cp (Unix)
cp是一个用于复制文件的UNIX命令。文件可以被复制到相同目录下，也可以复制到其他完全不同的目录中（甚至复制到不同的文件系统或是硬盘中）。如果文件将被复制到相同的目录中，那么目标文件文件必须使用不同于原文件的文件名；在其他情况下，目标文件的名称允许使用与原文件相同或不同的名称。原始的文件不会被改变。
cp 命令现在拥有多种实现版本，两个主要的版本是POSIX cp 与 GNU cp。 GNU cp 有许多额外的选项。

## 用法
将文件复制为另一文件：
```
 
cp
 
[
-f
]
 
[
-H
]
 
[
-i
]
 
[
-p
][
--
]
 
源文件
 
目标文件

```

将文件复制到一目录下：
```
 
cp
 
[
-f
]
 
[
-H
]
 
[
-i
]
 
[
-p
]
 
[
-r
 
|
 
-R
]
 
[
--
]
 
源文件
 
...
 
目标目录

```

将目录复制为另一目录（必须使用参数 -r 或 -R）：
```
 
cp
 
[
-f
]
 
[
-H
]
 
[
-i
]
 
[
-p
]
 
[
--
]
 
{
 
-r
 
|
 
-R
 
}
 
源目录
 
...
 
目标目录

```

## 参数
-f (强制) – 在目标文件因没有写权限而无法打开时删除目标文件。这一移除动作先于所有的cp命令复制动作。
-L (间接引用) – 使cp命令跟随符号链接，这样cp命令将复制符号链接指向的文件而不是符号链接到目的位置。
-i (交互) – 提示您将要被覆盖之文件的文件名。当目标目录或是目标文件中包含一个与原文件（或目录）名字相同的文件（或目录）时，交互就会发生，如果你输入 'y' 或者区域语言中等价于 'y'的字符，cp操作将覆盖目标文件，其余的任意回答都会避免目标文件被原文件覆盖。
-p (保持) – 对于每个原文件（或目录），在复制时也复制下述特性：
- 最后一次修订时间与最后一次访问时间。
- 所属用户ID和所属组ID（仅在有权限如此做时）。
- 文件权限位以及SUID和SGID权限位。

-R or -r (递归) – 复制目录（递归地复制目录中的所有内容）

## 范例
欲复制原文件的一份副本，执行：
```
     
cp
 
prog.c
 
prog.bak

```

这一操作把文件prog.c复制为prog.bak。如果prog.bak文件不存在，cp命令将创建此文件。如果目标文件已存在，cp命令将用原文件的内容替代目标文件中的内容。
欲复制当前工作目录中的文件到另外一目录中，执行：
```
     
cp
 
jones
 
/home/nick/clients

```

这一操作将 jones 文件复制到 /home/nick/clients/jones。
欲将文件复制为新的文件，并保留修改日期与相关的访问控制权限，执行：
```
     
cp
 
-p
 
smith
 
smith.jr

```

操作将smith文件复制为smith.jr文件。此时系统将给与smith.jr与smith文件相同的修改日期和时间而并不使用当前的系统时间。smith.jr文件同时也继承了smith文件的访问控制保护。
欲将某目录中所有文件复制到新目录中，执行：
```
     
cp
 
/home/janet/clients/*
 
/home/nick/customers

```

这一操作仅将clients目录中的文件复制到customers目录中。
欲将一个目录，包括其包含的所有文件与子目录复制到另一目录中，执行：
```
     
cp
 
-R
 
/home/nick/clients
 
/home/nick/customers

```

这一复制将clients目录以及其中包含的所有文件、子目录与子目录中的文件复制到customers/clients目录下。
注意在原目录的结尾无斜杠符：如果你在GNU基础的系统上执行cp -R /home/nick/clients/ /home/nick/customers，这与原目录没有加结尾斜杠符的效果相同。 
但如果你在BSD基础系统上执行相同的命令，这将复制所有client目录中的内容，而不是client目录本身。
欲将复制指定的一些文件到另一目录中，执行：
```
     
cp
 
jones
 
lewis
 
smith
 
/home/nick/clients

```

这一操作复制当前工作目录下的 jones、lewis和smith 文件到  /home/nick/clients 目录。
欲使用模式匹配字符集来复制文件，执行：
```
     
cp
 
programs/*.c
 
.

```

这一操作将programs目录下所有以 .c 结尾的文件都复制到当前目录下，当前目录用单个点符号 . 表示。在 .c 和最后的 . 之间必须用空格隔开。
将文件复制到另一已存在文件的过程是：将已存在文件以更新模式打开（使用这一模式需要拥有目标文件的写入权限）。操作的结果是目标文件保留了其原来拥有的权限位。

## 相关 Unix 命令
- cpio – 复制完整的目录结构到其他文件系统位置
- tar – 建立文件归档
- link – 建立文件或目录的链接的系统调用
- ln – 建立文件或目录的链接文件
- mv – 移动文件或目录
- rm – 移除文件或目录
- unlink – 删除文件或目录的系统调用
- chmod – 修改文件或目录的权限位
- chown – 修改文件或目录的隶属关系
- chgrp – 修改文件或目录的所属组
- uucp – UNIX间复制协议
- scp – 通过SSH隧道安全复制